# SN 1979C
SN 1979C è una supernova di tipo II-L esplosa nella galassia M100, una galassia spirale distante circa 50 milioni di anni luce dalla Terra visibile nella costellazione della Chioma di Berenice. La supernova è stata scoperta il 19 aprile 1979 da un insegnante di scuola ed astrofilo, Gus Johnson.
Si ritiene che la stella progenitrice della supernova dovesse avere una massa pari ad almeno venti volte la massa del Sole.
Il 15 novembre 2010 la NASA ha dato l'annuncio della probabile presenza di un buco nero come residuo dell'esplosione; l'annuncio è il risultato di una serie di analisi dei dati rilevati tra il 1995 e il 2007 da diverse missioni spaziali, tra cui Chandra, Swift, XMM-Newton e il tedesco ROSAT (operativo fino al 1999).
Le osservazioni hanno mostrato la presenza di una sorgente stabile di raggi X, probabilmente dovuta all'emissione a queste lunghezze d'onda da parte del materiale in caduta libera sul buco nero e proveniente dal resto stesso della supernova oppure da una compagna in una binaria X. Un'altra possibile spiegazione considera la presenza di una nebulosa alimentata dal vento di una pulsar in rapida rotazione, simile a quella presente al centro della Nebulosa Granchio.
SN 1979C è stata inoltre studiata nel continuum radio; la sua curva di emissione è stata infatti studiata tra il 1985 e il 1990 tramite il Very Large Array.